# Omnia mutantur, nihil interit
Omnia mutantur, nihil interit (ч. „омниа мутантур, нихил интерит”) значи Све се мијења, ништа не пропада. (Овидије)

## Поријекло изреке
Изрекао велики римски пјесник Овидије у смјени старе и нове ере.

## Тумачење
Све је подложно промјени, али ништа не нестаје. Може се сматрати и дијалектичким принципом материје. Материја мијења једино свој облик.